# Marcionílio Souza
Marcionílio Souza is een gemeente in de Braziliaanse deelstaat Bahia. De gemeente telt 11.061 inwoners (schatting 2009).